# Monarcha takatsukasae
Monarca-de-tinian ou monarca-de-tiniã (Monarcha takatsukasae) é uma espécie de ave da família Monarchidae.
É endémica das Marianas Setentrionais.
Os seus habitats naturais são: florestas subtropicais ou tropicais húmidas de baixa altitude e matagal húmido tropical ou subtropical.
Está ameaçada por perda de habitat.